# Instrucz
Instrucz (ros. Инструч; pol. Wystruć; niem. Inster) – dopływ Pregoły. Ma swe źródła we wschodniej części obwodu królewieckiego w sąsiedztwie miejscowości Prawdino. Ujście Instruczy znajduje się w Wystruciu, gdzie w połączeniu z Węgorapą tworzy Pregołę. Długość rzeki – 111 km.